# Immersaria athroocarpa
Immersaria athroocarpa är en lavart som först beskrevs av Erik Acharius, och fick sitt nu gällande namn av Rambold & Pietschm. Immersaria athroocarpa ingår i släktet Immersaria och familjen Lecideaceae.  Arten är reproducerande i Sverige. Inga underarter finns listade i Catalogue of Life.